# Yannick Délez
Yannick Délez (* 22. Januar 1972 in Martigny) ist ein Schweizer Jazzmusiker (Piano, Komposition).

## Leben und Wirken
Délez begann auf dem Klavier als Autodidakt und nahm dann klassischen Klavierunterricht. Ab 1990 erhielt er eine Ausbildung an der École de Jazz de Lausanne, die er erfolgreich mit dem Diplom für Jazzpiano absolvierte. Er spielte zunächst in unterschiedlichen Combos der Schweizer Jazz-Szene. In den späten 1990er Jahren schloss er sich François Lindemann und dessen Projekt Piano Seven an, mit der er mehrere Alben bei TCB Records veröffentlichte und bis 2006 Konzerte in bekannten Sälen u. a. in Ostasien und Brasilien oder anlässlich der Expo.02 gab. Für diese Formation komponierte und arrangierte er verschiedene neue Werke.
Délez’ erstes Solo-Album Rouges erschien 2003 bei Altrisuoni und erhielt positive Kritiken. Im Folgejahr schrieb er ein grosses Werk für Klavier, Bassklarinette und Sopransaxophon und gründete sein eigenes Trio mit Philippe Ehinger (Bassklarinette) und Stefano Saccon (Sopransaxophon). Weiterhin gründete er ein Duo mit der Sängerin Chloé Lévy, dessen Album Leinicha bei der Kritik auf Begeisterung stiess. 2010 erschien sein zweites Solo-Album Boréales bei Unit Records, das zu einer Europatournee führte.
2011 zog Délez nach Berlin, um im Trio mit dem Cellisten Marcus Hagemann und der Sängerin Chloé Lévy zu arbeiten. Er entwickelte sein Projekt Nunamerata. 2016 veröffentlichte er sein drittes Album Live/Monotypes (Unit Records), ein Doppelalbum, dessen erster Teil eine Konzertaufnahme ist, die vom Deutschlandfunk im Bonner Beethovenhaus gemacht wurde; auf der im Studio aufgenommenen zweiten CD «begegnet uns mehr der sachliche Strukturforscher». Das Album wurde von der Kritik als «Grosswerk» herausgestellt und für den Preis der deutschen Schallplattenkritik nominiert. 2017 gründete er in Berlin sein Yannick Délez String 5tet. Er arbeitete auch mit Susan Wong auf deren Album 511.
Parallel zu seiner Konzerttätigkeit und seiner Arbeit als Komponist lehrte Délez seit 1992 Klavier und Musiktheorie an der École de Jazz et Musiques Actuelles de Lausanne und von 2006 bis 2012 in der Jazzabteilung der Haute École de Musique de Lausanne.